# Балка Северная Червоная (заказник)
Балка Северная Червоная — ландшафтный заказник местного значения в Терновском районе города Кривой Рог Днепропетровской области.

## История
Объявлен объектом природно-заповедного фонда решением исполнительного комитета Днепропетровского областного совета № 391 от 9 июня 1988 года.

## Характеристика
Расположен на северо-западе Кривого Рога в районе бывшего рудоуправления имени В. И. Ленина. Подчинён Криворожскому городскому совету. Создан для расширения границ ландшафтного заказника общегосударственного значения Балка Северная Червоная.